# Garzia de’ Medici

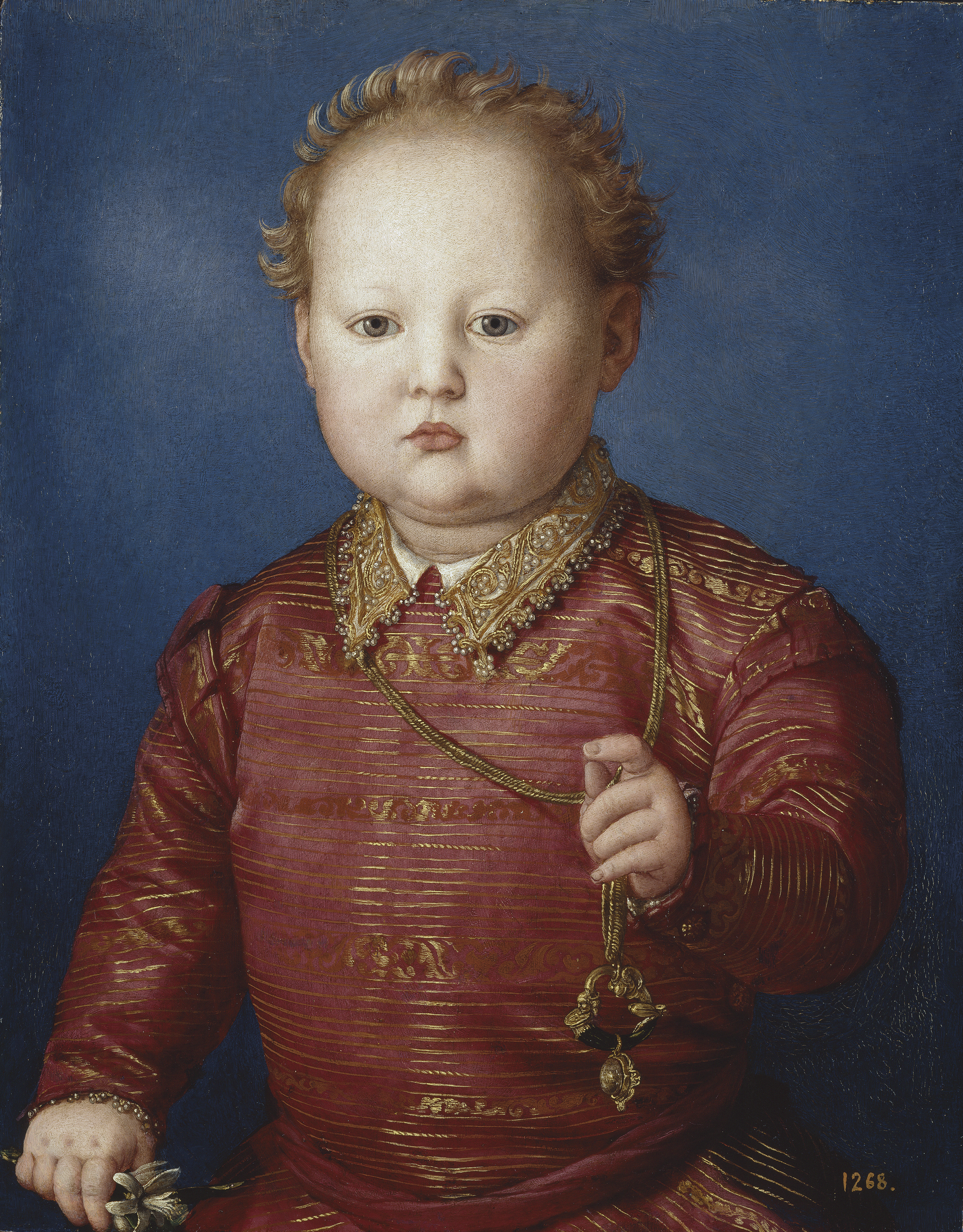
Porträt von Garzia de’ Medici, Agnolo Bronzino, 1849–50, Madrid, Museo del Prado

Garzia de’ Medici (spanisch García, lateinisch Garsias; * 5. Juli 1547 in Florenz, Herzogtum Florenz; † 6. Dezember 1562 in Pisa, Herzogtum Florenz) war der vierte Sohn des Herzogs von Florenz Cosimo I. de’ Medici. Er starb mit 15 Jahren an Malaria. Um seinen frühen Tod rankte sich das hartnäckige Gerücht, er habe seinen Bruder ermordet und sei deswegen von seinem Vater getötet worden. Johann Anton Leisewitz (in Julius von Tarent) und Vittorio Alfieri (in Don Garzia) gestalteten diese Legende im 18. Jahrhundert dramatisch aus.

## Leben

### Kindheit
Garzia war der Sohn von Cosimo I. de’ Medici, dem Herzog von Florenz, und Eleonora von Toledo, der Tochter des spanischen Edelmanns und Vizekönigs von Neapel Pedro Álvarez de Toledo. Seinen im Italienischen unüblichen Namen erhielt er zu Ehren seines Onkels García Álvarez de Toledo y Osorio. Er wurde am 29. Juni 1550 im Baptisterium San Giovanni getauft.
Garzia wird in den Quellen als sehr lebhaftes, temperamentvolles Kind von anmutiger Erscheinung geschildert. Sein Vater bestimmte ihn zu einer militärischen Laufbahn und ernannte ihn 1560, mit gerade einmal 13 Jahren, zum Admiral der florentinischen Flotte. Im selben Jahr begab sich die Familie Medici nach Rom, wo Garzia dem Medici-Papst Pius IV. vorgestellt wurde.

### Letzte Monate und Tod 1562

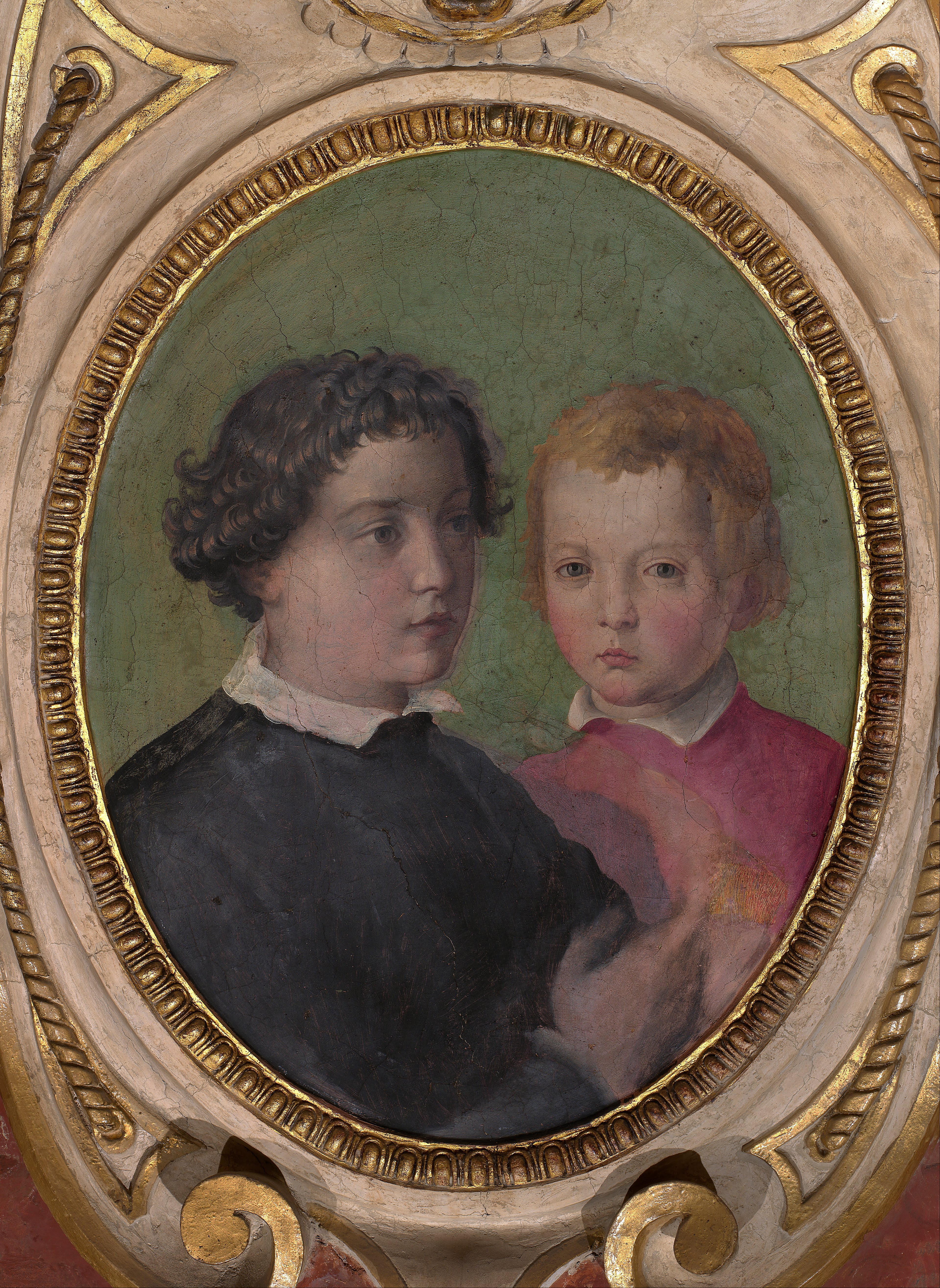
Medaillon mit Doppelporträt der Brüder Giovanni (mit Soutane und Kollar, die ihn als Geistlichen auszeichnen) und Garzia de' Medici, Giorgio Vasari, 1556–1558, Florenz, Palazzo Vecchio

1562 plante Cosimo eine ausgedehnte Reise durch sein Reich, um den Fortgang der von ihm veranlassten öffentlichen Arbeiten (Festungsbauten, Plantagen, Entwässerungen etc.) persönlich in Augenschein zu nehmen. Dabei konnte er auch gleich seine kränkliche Frau Eleonora, die die Wintermonate jeweils im milderen Klima von Pisa zubrachte, begleiten. Cosimo hatte zu diesem Zeitpunkt nebst den Töchtern Bianca (* 1536) und Isabella (* 1542) fünf noch lebende Söhne: Sein Erstgeborener und späterer Nachfolger Francesco (* 1541) weilte gerade am spanischen Hof, der Jüngste Pietro (* 1554) war erst 8-jährig und noch nicht für eine solche Reise bereit. (Er gelangte später als angeblicher Mörder seiner Gattin Eleonora di Garzia di Toledo zu zweifelhafter Bekanntheit.) So verblieben die Söhne Giovanni (* 1543, bereits Kardinal und Bischof von Pisa), Garzia (* 1547) und Ferdinando (* 1549) als Begleiter. Von verschiedenen Seiten wurde Cosimo abgeraten, die Söhne mitzunehmen. In Italien war in diesem Jahr eine Grippeepidemie ausgebrochen, außerdem grassierte in den sumpfigen Gebieten der Maremma die Malaria. Er hörte nicht auf die mahnenden Stimmen.
Mitte Oktober machte sich die Gruppe auf nach Fucecchio, ging dann der Küste entlang nach Grosseto und von hier aus über Castiglione della Pescaia, Massa, Campiglia, Castagneto und Bibbona in das noch 27 Kilometer von Livorno entfernte Rosignano. Die fröhliche Reise wurde immer wieder mit Jagdpartien unterbrochen. Als man am 15. November nach Livorno aufbrechen wollte, klagte Giovanni über Schüttelfrost und musste im Bett bleiben. Schon am folgenden Tag ging es ihm wieder besser und man konnte die Reise nach Livorno fortsetzen. Am 17. November wollte Cosimo nach Pisa aufbrechen, wo er neue Galeeren für seine Marine zu organisieren gedachte. Das Fieber kam nun aber mit so großer Heftigkeit zurück, dass Giovanni nicht mehr aufstehen konnte und drei Tage später, am 20. November, starb. Inzwischen zeigten auch Garzia und Ferdinando dieselben Krankheitssymptome, auch bei ihnen ebbten sie jedoch zunächst wieder ab und die Familie konnte nach Pisa weiterziehen. Garzia erholte sich hier augenscheinlich vollständig und hütete nur noch als Vorsichtsmaßnahme das Bett. Am 5. Dezember erfolgte eine erste plötzliche und drastische Verschlechterung seines Zustands, am 7. Dezember eine weitere. Am 10. Dezember bat er um Beichte und Kommunion, am 11. Dezember um die Salbung. Am 12. Dezember starb er schließlich nach 3-wöchiger Krankheit. Sein Leichnam wurde einbalsamiert und in einem mit schwarzem Samt verhüllten Sarg in den Dom zu Pisa gebracht. Am 14. Dezember wurde er, eskortiert von zwölf berittenen Höflingen, nach Florenz in die Basilica di San Lorenzo überführt und hier bestattet.
Die untröstliche Mutter Eleonora hatte sich in den vergangenen Wochen kaum von Garzias Krankenlager entfernt und fast nichts mehr gegessen, obwohl auch sie schwer erkrankt war. Sie starb am 17. Dezember um 2 Uhr nachts in den Armen ihres Gatten. Ferdinando, der jüngste der drei Brüder, war zwar mehr als zwei Monate lang krank, überlebte aber und wurde 35 Jahre später Großherzog.
Cosimo, der als einziger von der Krankheit verschont blieb, war von den Unglücksfällen schwer getroffen und soll in eine tiefe Depression verfallen sein. Dass er weniger als zwei Jahre später (im Jahr 1564) die Amtsgeschäfte teilweise an seinen ältesten Sohn abtrat, lag aber vor allem an politischem Kalkül.

## Nachleben

### Gerüchte
Dass drei Angehörige des engsten Familienkreises so kurz nacheinander hingeschieden waren, beförderte verschiedene Gerüchte. Am hartnäckigsten hielt sich der Mythos, dass Garzia seinen Bruder Giovanni zutiefst gehasst, bei der Jagd heimtückisch ermordet und sein Verbrechen zunächst verhehlt habe. Als ihm sein Vater auf die Spur gekommen sei, habe er ihn in unbändiger Wut erstochen. Die Herzogin sei daraufhin vor lauter Kummer über dieses Blutbad gestorben. Das Gerücht konnte erst 1857 widerlegt werden, als man die Leichname der in der Basilica di San Lorenzo bestatteten Medici exhumierte und untersuchte. Weder bei Giovanni noch bei Garzia konnten Spuren eines gewaltsamen Todes nachgewiesen werden. Über Garzias Leiche hieß es im Bericht:
„Den Leichnam des unglücklichen Jünglings fanden wir bis auf die Knochen verwest, mit einer Samtkappe auf dem Schädel vor. Er ist mit einem Wams aus rotem Satin bekleidet, das mit kleinen Streifen aus Goldfäden verziert ist, und trägt darüber einen Überrock mit Ärmeln, der aus demselben Stoff verfertigt und mit Samt derselben Farbe geschmückt ist. Die Hosen sind nach spanischer Art gefertigt, aber die Bändel, die sie einst zusammengebunden hielten, hängen lose herunter. Die Strümpfe sind verschlissen, von den Schuhen sind nur noch die Sohlen übrig.“ – Bericht über die Exhumierung 1857
Die Überreste von Garzias Bestattungskleidern wurden 1983 dem heutigen Museum für Mode und Kostüme im Palazzo Pitti in Florenz übergeben, wo sie behutsam restauriert wurden und bis heute aufbewahrt sind.
Der Historiker Guglielmo Enrico Saltini widerlegte die Anschuldigungen 1898 zusätzlich mit der Publikation und ausführlichen Besprechung von zeitgenössischem Quellenmaterial, unter anderem Cosimos Briefen an seinen Sohn Francesco.
Ein weiteres Gerücht war, Cosimo habe sich mit seiner Nichte und seiner Enkelin im Bett über den Verlust seiner Ehefrau hinweggetröstet.

### Rezeption in der Literatur

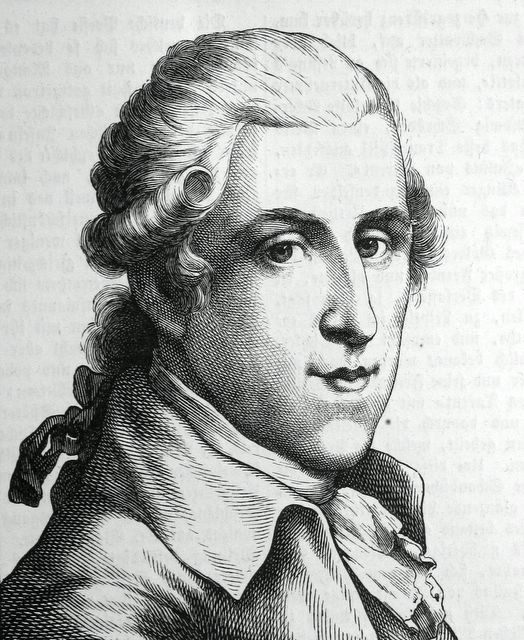
Johann Anton Leisewitz (1752–1806)

Johann Anton Leisewitz verarbeitete die Garzia-Legende „des Bruderhasses, des Brudermords und des Rachevollzugs durch den Vater“ in seinem Trauerspiel Julius von Tarent (1774). Vermutlich war er über eine Schilderung im Werk Historiae sui temporis (1733) des französischen Geschichtsschreibers Jacques-Auguste de Thou auf den Stoff aufmerksam geworden. Er verlagerte die Handlung von Florenz nach Tarent, verflocht sie mit einer Liebesgeschichte und änderte die Namen: Held des Stücks ist Julius (= Giovanni), Guido (= Garzia) figuriert als dessen Antagonist. Der Vater Constantin (= Cosimo) rächt die Untat am Schluss, Guido unterwirft sich seinem Todesurteil freiwillig. Leisewitz äußerte sich 1779 über sein poetologisches Vorgehen in einem Brief an Wilhelm Friedrich Hermann Reinwald:
„Die erste Idee zu meinem Stücke nahm ich aus der Geschichte des Großherzogs Cosmus I. von Florenz und seiner Söhne Johann und Garsias. Weil mir aber hier weder die Charaktere noch das historische Detail so ganz gefielen, schlug ich diesen Mittelweg zwischen Geschichte und Erdichtung ein. Hingegen glaubte ich die poetisch-philosophischen Sitten des Mediceischen Hofes mit Recht zu behalten; die Philosophie auf dem Pegasus gefiel mir.“ – Johann Anton Leisewitz
Leisweitz’ Darstellung des Bruderzwists dürfte Friedrich Schiller bei der Zeichnung des Bruderpaars Karl und Franz Moor in Die Räuber (1781) entscheidend beeinflusst haben.

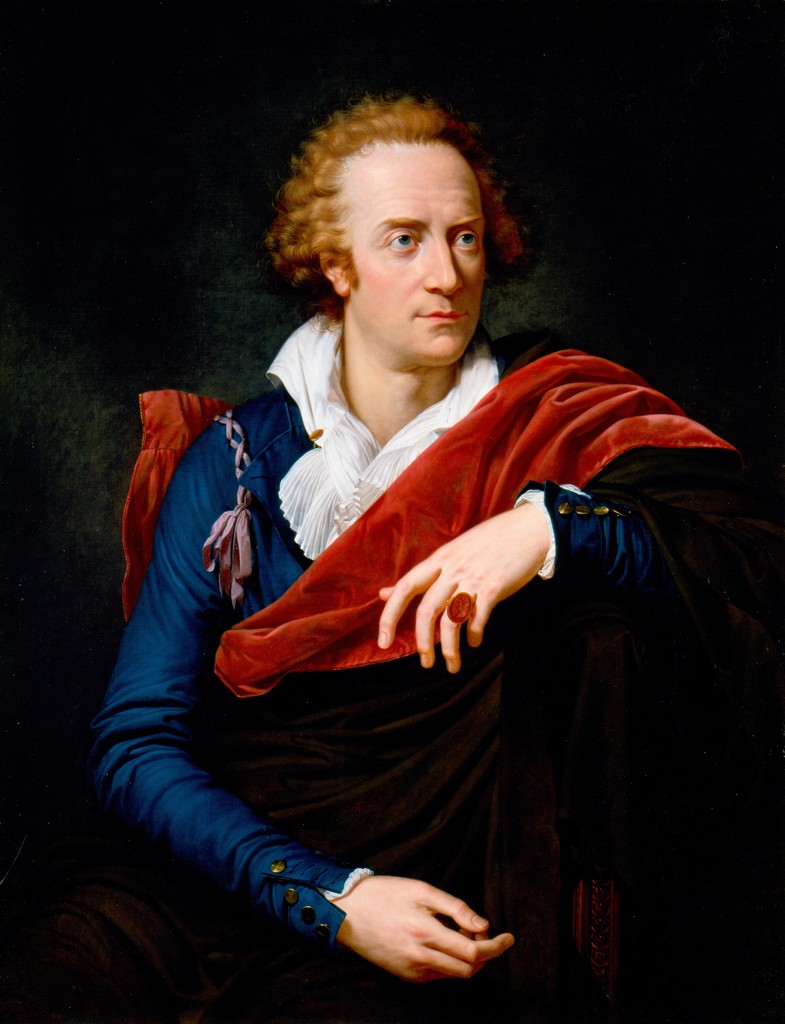
Vittorio Alfieri (1749–1803)

Konträr zu Leisewitz, der Garzia als Bösewicht darstellte, stilisierte ihn Vittorio Alfieri, der die Medici verachtete, in seiner Tragödie Don Garzia (1789) zum Freiheitshelden, der gegen die tyrannischen Züge seines Vaters fruchtlos aufbegehrt. Durch eine Intrige des fingierten dritten Bruders Pietro bringt er unabsichtlich Diego (= Giovanni) um. In der Schlussszene bietet er seinem rasenden Vater heroisch seine Brust dar, wird erstochen und stammelt noch die letzten Worte: Empi... siam tutti... Il sol... piú iniqua schiatta... / non rischiarò giammai. („Verruchte sind wir Alle! – / Ein schuldbelasteter Geschlecht beschien / Die Sonne nie!“)
Alfieri hielt die Legende grundsätzlich für wahr. In einer Selbstkritik verteidigte er sich für die Verbreitung des unbewiesenen Gerüchts dahingehend, dass, selbst wenn es falsch sein sollte, die Niederträchtigkeit der Medici sein Vorgehen rechtfertige:
„Einige haben aus bloßem Eigensinne das ganze historische Faktum geläugnet oder die Umstände desselben in einem minder grellen Lichte dargestellt; allein dies kümmert den Dichter wenig, der auf einem möglichen oder wahrscheinlichen, von Vielen erzählten und für wahr gehaltenen, folglich wenigstens nicht ganz erdichteten geschichtlichen Grund, seine Dichtung aufführt und nach seinem Gutdünken leitet. So viel ist gewiß, daß diese beiden Brüder Streit unter einander hatten, daß Beide in kurzer Zeit nach einander starben und ihre Mutter auf ihren Leichnamen ihren Geist aufgab, und daß diese drei Leichname zu gleicher Zeit von Pisa nach Florenz gebracht wurden. Man murmelte leise und voller Schrecken durch ganz Toskana von dieser Geschichte; aber Niemand wagte es, der Thatsache nachzuspüren, viel weniger sie laut zu erzählen. Nach gewisser ist jedoch, daß, wenn sie sich nicht gerade so ereignete, sie wenigstens, rücksichtlich auf die sittlichen Grundsätze des ganzen verbrecherischen Stammes der [Medici], sich nach allen ihren Umständen so hätte ereignen können.“ – Vittorio Alfieri

### Rezeption in der bildenden Kunst
Zu seinen Lebzeiten wurden mehrere Porträts von Garzia angefertigt. Agnolo Bronzino malte 1550 nachweislich zwei heute verschollene Bildnisse des 2-Jährigen: das erste im Juni als Geschenk für Papst Julius III., das zweite im Juli anlässlich der Taufe. Erhalten ist lediglich ein Porträt aus den Jahren 1549 oder 1550, das im 18. Jahrhundert nach Madrid kam und heute im Museo del Prado ausgestellt ist. Es wurde hauptsächlich von Bronzinos Werkstatt gefertigt, der Meister war nur beim Gesicht involviert. Garzia wird darauf in Gestus und Pose eines Erwachsenes dargestellt. In seiner Linken hält er ein teures Amulett in Form einer Harpyie, das nach neapolitanischem Aberglauben den Bösen Blick abwenden sollte. In seiner Rechten hält er eine geöffnete Orangenblüte, die seine Reinheit und Unschuld symbolisiert. Im Palazzo Mansi in Lucca befindet sich ein weiteres Porträt von Bronzino, das 1551 urkundlich erwähnt wird und Garzia bereits wesentlich älter zeigt.
Für den „Saal von Cosimo I.“ (Sala di Cosimo I) im Palazzo Vecchio in Florenz erstellte Giorgio Vasari zwischen 1556 und 1558 ein Doppelporträt der Brüder Giovanni und Garzia de’ Medici in einem Medaillon.
Ein Knabenporträt aus der zweiten Hälfte des 16. Jahrhunderts, das derzeit im Magazin der Schottischen Nationalgalerie aufbewahrt wird, soll Giovanni oder Garzia de’ Medici darstellen. Es stammt von einem unbekannten Künstler, der es nach Vorlagen von Bronzino gemalt hat.
Bei einem Knabenbildnis, das sich seit 1869 in Oldenburg befindet, wurde ebenfalls schon Garzia als Modell erwogen, die derzeit wahrscheinlichste Datierung zwischen 1545 und 1550 verbietet angesichts des fortgeschrittenen Alters des Abgebildeten eine solche Interpretation aber. Das Gemälde wurde früher dem Venezianer Jacopo Tintoretto zugeschrieben, heute hält man den Florentiner Francesco Salviati für den wahrscheinlichsten Urheber.
1739 fertigte Antonio Selvi im Rahmen seiner „Medici-Serie“ (serie medicea) eine Gedenkmünze für Garzia de’ Medici an. Auf dem Avers zeigt sie Garzias Porträt im Profil mit der Inschrift GARSIAS · AB · ETRURIA · PRINC „Fürst Garzia von Etrurien“.

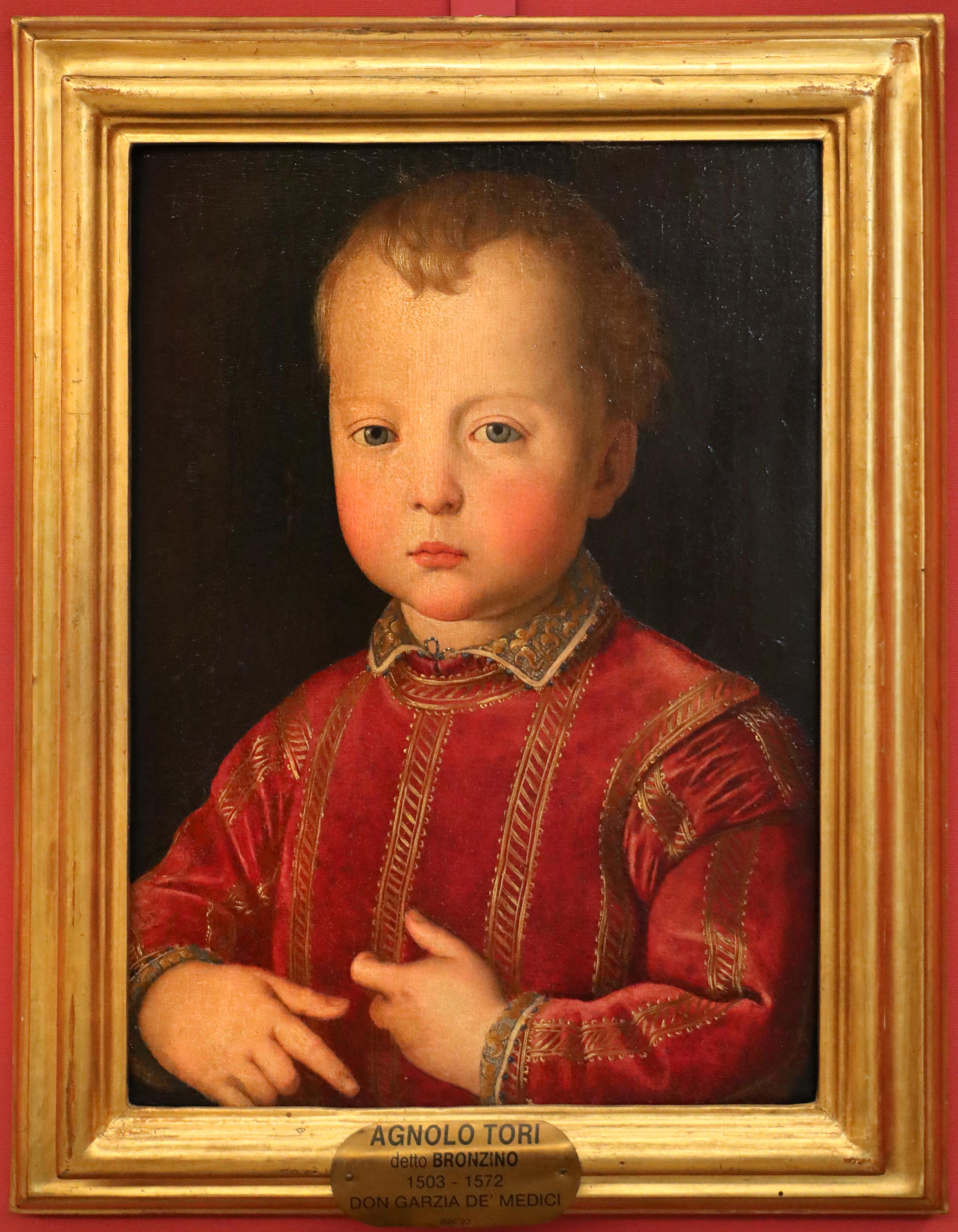
Bronzino: Porträt von Garzia de’ Medici, 1551, Lucca, Palazzo Mansi
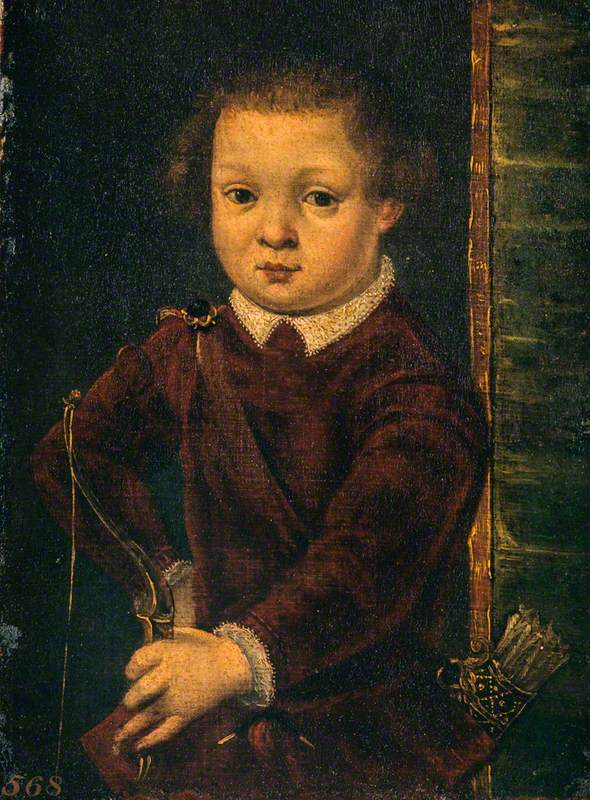
Garzia oder Giovanni de’ Medici, 2. Hälfte 16. Jh., Edinburgh, Scottish National Gallery
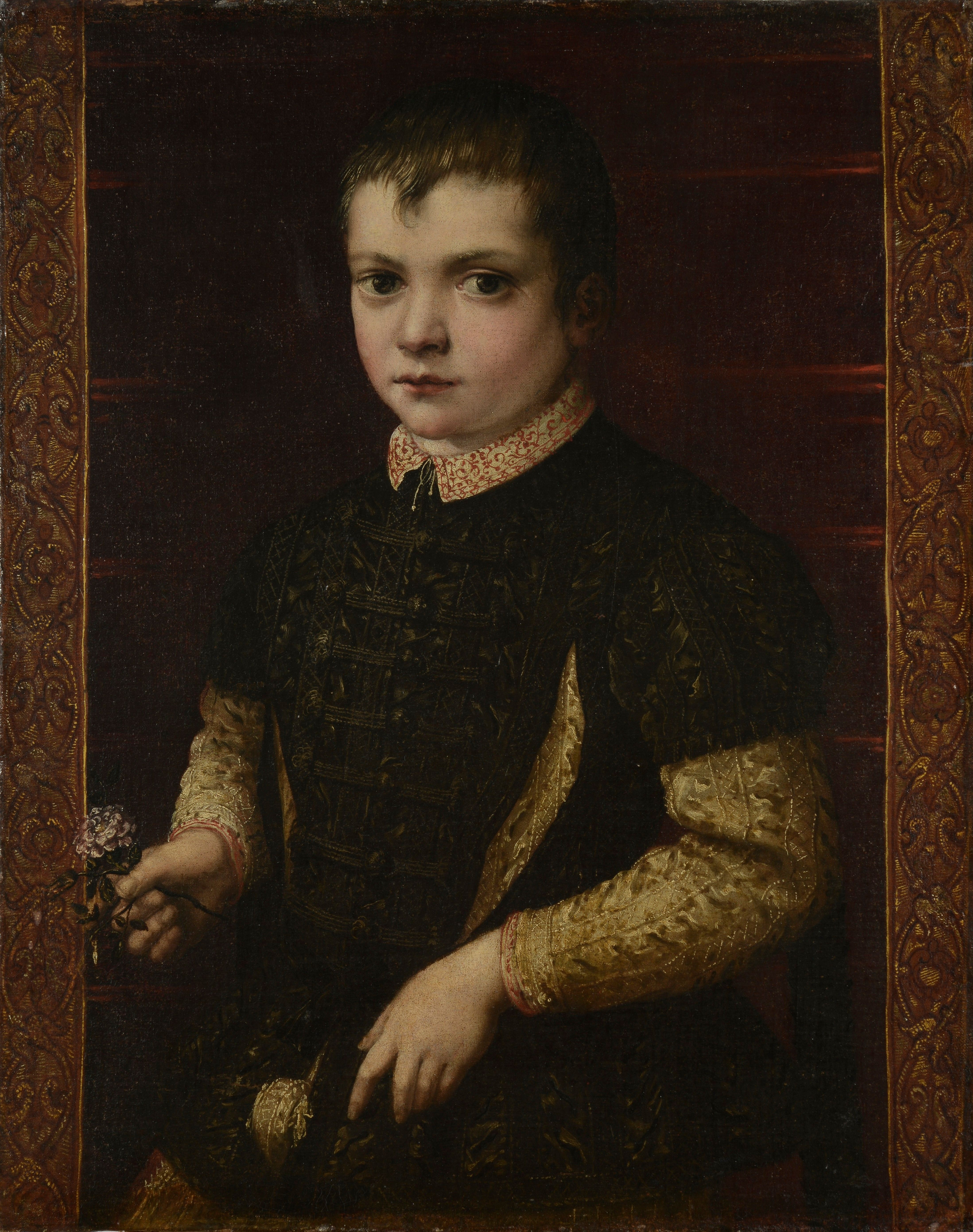
Francesco Salviati (zugeschrieben): Bildnis eines Knaben, 1545–50, Oldenburg, Augusteum
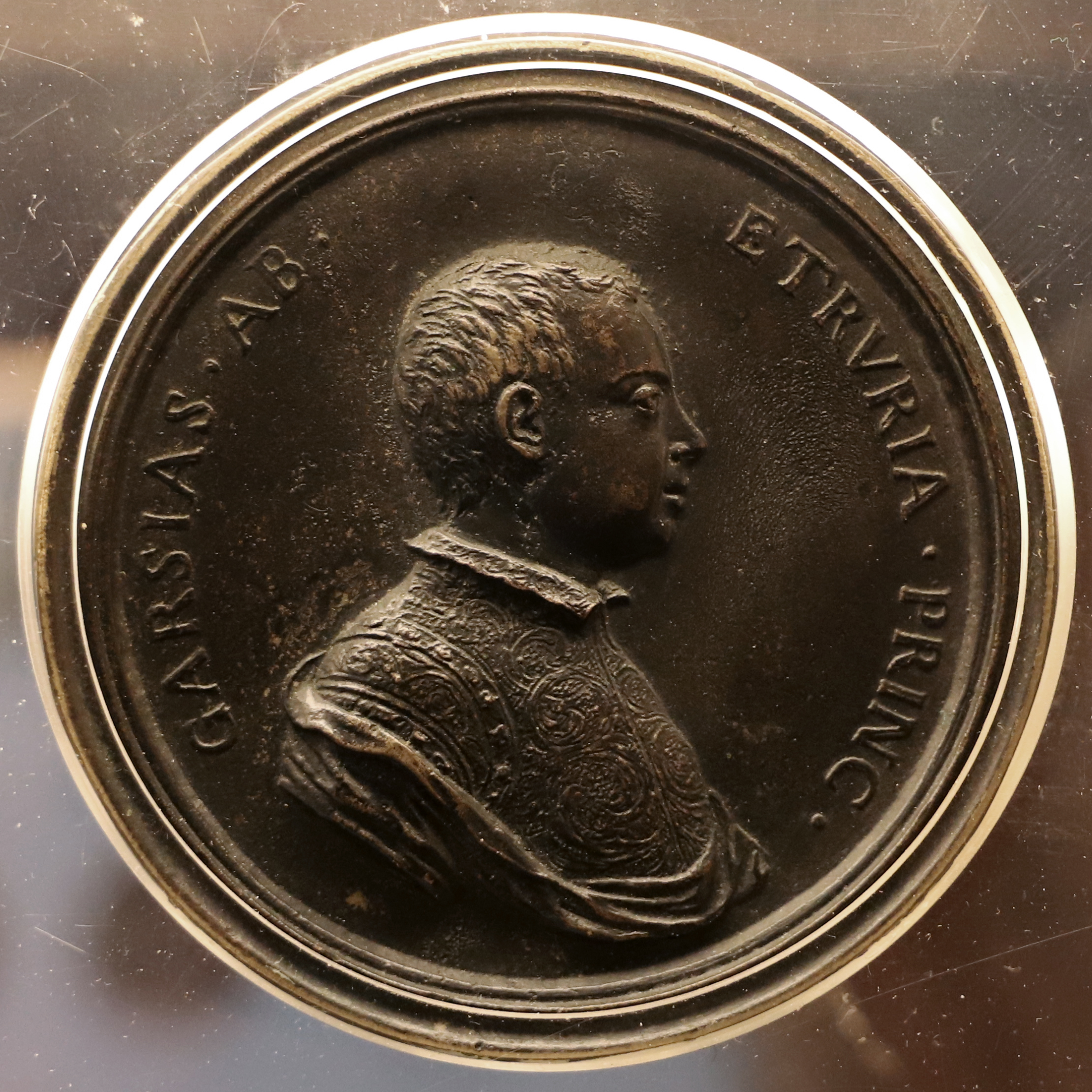
Gedenkmünze für Garzia de’ Medici von Antonio Selvi, 1739